# Knobview Township
Knobview Township est un ancien township  du comté de Crawford dans le Missouri, aux États-Unis,.
Il est baptisé en référence à la communauté Rosati (en), appelée auparavant Knobview.

### Source de la traduction
- (en) Cet article est partiellement ou en totalité issu de l’article de Wikipédia en anglais intitulé « Knobview Township, Crawford County, Missouri » (voir la liste des auteurs).